# Bel Air South
Bel Air South est une census-designated place située dans le comté de Harford, dans l’État du Maryland, aux États-Unis. Lors du recensement de 2020, elle comptait 57 648 habitants.